# ブレイキング・ニュース (映画)
『ブレイキング・ニュース』（原題：大事件、英題：Breaking News）は、2004年公開の香港映画。
2009年にはロシアでリメイクされた。

## ストーリー
5人組の強盗団を内偵していた香港警察刑事捜査課のチョン警部補と部下たちは、強盗団と銃撃戦になり、逃亡された。交通事故の現場で救急車を奪って逃げる強盗団。事故を取材していたテレビ・クルーは、犯人と遭遇して思わず両手を上げ、命乞いして助かる制服警官を報道した。
緊急会議を招集する警視総監。組織犯罪課の新任警視レベッカは、命乞いした警官によって貶められた警察の威光を取り戻すために、強盗団の逮捕をマスコミに公開し、ショーとして一般市民に見せることを提案する。
強盗団逮捕の担当は組織犯罪課に移ったが、構わずに捜査を続け、新たなアジトを発見するチョン警部補。その高層住宅は情報課も掴んでおり、チョン警部補と部下たちが突入したことは上層部に報告された。
逃亡の途中で1人を射殺され、4人で潜伏する強盗団。ボスのユアンは、警察が逮捕に躍起になっている今日こそ現金輸送車強奪のチャンスだと提案したが、高層住宅は千人の警官隊に包囲されていた。
強盗団が潜伏する部屋は9階と見て踏み込むチョン警部補と部下たち。だが、その部屋は爆薬が仕掛けられたダミーだった。危うく吹き飛ばされかけるチョン警部補たち。
二手に別れ、手下1人を連れて、８階に住む父親と幼い兄妹の部屋に立て籠もるボスのユアン。一方、この高層住宅には、殺し屋のチュンも子分1人を連れて潜んでいた。避難する住人に紛れて脱出しようとしたが警官隊に怪しまれ、銃撃戦になる殺し屋たち。銃声を聞いたユアンは手下だと思い、爆薬を投げて援護したが、部屋に転がり込んで来たのは見知らぬ殺し屋たちだった。
逮捕ショーの演出家として現場を仕切るレベッカは、警官隊が撮影した映像を映画監督に見栄え良く編集させてマスコミに公開した。それに対抗して、警官隊に爆薬を投げつける連続写真や、人質の部屋で料理を作り、皆で味わう映像をマスコミに送りつけるユアン。負けじと警官隊やマスコミに特上の弁当を配るレベッカ。
警官隊が踏み込むと予想して、周囲の部屋に残っていた住人たちを脅し、数人ごとに毛布ですっぽり覆い、手榴弾付きのロープを巻きつけて一階へ降りさせるユアン。どれが犯人か分からず、遠巻きにして共に降りる警官隊。8階に残ったチョン警部補と部下たちは、最後に出て来た毛布の数人が廊下にいた強盗2人を助ける場面を目撃し、銃撃戦で強盗の手下3人と殺し屋1人を射殺した。
高層住宅から出て来た毛布の集団が全員、脅された住人だと分かった時、階上で爆発が起こり、エレベーターの縦穴に逃げる生き残りのユアンとチュン。途中でチュンが落とした写真を拾うユアン。それは、チュンが今日、決行するはずだった殺しのターゲットが、昌華街のビルから午後４時に出て来る場面を撮影した顔写真だった。
犯人を追い、暗い縦穴の中でチュンと撃ち合うチュン警部補。その間にユアンは地下の壁に爆薬を仕掛け、脱出穴を作った。同じ頃、死んだ強盗が握っている携帯電話が通話状態になっていることに気づくレベッカ。電話から聞こえる屋外の騒音を頼りにレベッカはユアンを追ったが、気づかれ捕われてしまう。
ミニバスをハイジャックし、レベッカを人質に逃げるユアン。一足遅れ、バイクで追うチョン警部補。ミニバスの運転手に昌華街に行くよう指示し、チュンのターゲットの男を見かけて殺そうとするユアン。だが、追って来たチョン警部補に阻まれた。警官隊に包囲されたユアンは人質のレベッカに銃を向けたが、撃てずに諦めたところをチョン警部補に射殺された。
事件のヒーローとして報道で祭り上げられるレベッカとチョン警部補。ユアンが昌華街で死んだことを知った殺し屋のチュンは翌日、たった1人でユアンの強盗を真似て現金輸送車を襲い、射殺された。

## キャスト
- リッチー・レン（任賢齊）：ユアン（陳一元）
- ケリー・チャン（陳慧琳）：レベッカ（方潔霞）
- ニック・チョン（張家輝）：チョン（張志恆）
- チョン・シウファイ（張兆輝）：エリック（楊警司）
- ホイ・シウホン（許紹雄）：ホイ（海）
- ラム・シュー（林雪）：イップ（葉）
- ユウ・ヨン（尤勇）：チュン（張春）
- ディン・ハイフェン（丁海鋒）：ロン（張龍）
- リー・ハイタオ（李海濤）：チュン（彭中）
- サイモン・ヤム（任達華）：ウォン（黄副警務処長）
- マギー・シュー（邵美琪）：グレース（周慧兒）

## スタッフ
- 監督：ジョニー・トー
- 製作総指揮：ジョン・チョン、ヤン・ブーティン
- 脚本：チャン・ヒンカイ、イップ・ティンシン
- 撮影：チェン・チョウキン
- 美術：レイモンド・チャン
- 編集：デイビッド・リチャードソン
- 衣装デザイン：スティーブン・ツァン
- 音楽：チュン・ツィウィン、ベン・チョン
- 動作設計：ユン・ブン

## 受賞等
- 2004年 第57回カンヌ国際映画祭 特別招待作品
- 2004年 第37回シッチェス・カタロニア国際映画祭 最優秀監督賞
- 2004年 東京国際映画祭 正式出品作品
- 2004年 台湾金馬映画祭賞 最優秀監督賞 最優秀編集賞

## DVD
- 日本では2006年5月5日に、タキコーポレーションより日本版DVDが発売された。

## リメイク作品
- 『ニュースメーカーズ』（ロシア、2009年）
  - 原題『Goryachie novosti』（英題：News makers）。2010年3月3日にプライムウェーブが日本版DVDを発売（劇場未公開）。同年7月にSKIPシティ国際Dシネマ映画祭にて特別上映。